# Bdelloidea (клещи)
Bdelloidea (лат.) — надсемейство клещей из надотряда Acariformes. Более 500 видов и 40 родов. Среднего размера или мелкие (0,35—3,5 мм) свободноживущие наземные клещи, как правило, красноватого цвета. Обладают сильно удлинённым гипостомом и развитыми на проподосоме трихоботриальными сенсиллами. Педипальпы длинные, хелицеры вытянутые (вместе с гипостомом образуют подобие клюва); конечности бегательные. Хищники, питаются мелкими членистоногими.
- Bdellidae Dugès, 1834 — 15 родов, более 250 видов[2]
  - Bdellinae — Cytinae — Odontoscirinae — Polytrichinae — Spinibdellinae — incertae sedis
- Cunaxidae Thor, 1902 — 27 родов, более 300 видов[4]
  - Bonziinae — Coleoscirinae — Cunaxinae — Cunaxoidinae — Scirulinae — ?Denheyernaxoidinae — ?Neobonzinae — ?Orangescirulinae — ?Paracunaxoidinae